# Гёюэ, Биргитта
Биргитта Гёюэ (дат. Birgitte Gøye; 1511 — 26 июля 1574) — датская графиня, фрейлина, землевладелица и дворянка, соучредительница и директор школы Херлуфсхольм.

## Биография
Биргитта Гёюэ родилась в 1511 году в семье Могенса Гёюэ и Метте Бюдельсбак, она была также сестрой Элин Гёюэ. Биргитта воспитывалась в бенедиктинском монастыре Рингклостер в Сканнеборге, а в 1538 году стала фрейлиной королевы Дании Доротеи Саксен-Лауэнбургской. В 1525 году она была помолвлена против своей воли своей семьёй с Йеспером До, но в 1540 году она была освобождена от уз помолвки, которая до 1582 года в Дании была обременена такими же обязанностями, как и брак. Благодаря её дружбе с королевой, король поручил профессорам и епископам расследовать это дело, в результате чего издал новый закон, запрещающий родителям устраивать помолвки для своих несовершеннолетних детей.
Биргитта Гёюэ вышла замуж за придворного, адмирала и дипломата Герлуфа Тролля в 1544 году. У неё не было потомства, но она вырастила в своем доме множество приёмных дочерей из знати и устроила их браки. В 1565 году она основала школу Херлуфсхольм, разместив её на территории бывшей собственности монастыря Скловклостер, которую они с супругом приобрели, поменяв на неё свой дом. Биргитта возглавляла школу до 1567 года. Она также служила в качестве администратора графства Тёллёсе, пока не была снята в 1566 году. В 1571 году Биргитта потеряла два своих поместья: Каппельгорден в Кёге и Рингклостер в Сканнерборге. В 1572 году она вернулась в Нествед, и только вскоре после этого королевская власть даровала ей в пожизненное пользование поместье Идернес (дат. Ydernæs ved Næstved).
Её муж Херлуф Тролль умер в 1565 году, а Биргитте Гёюэ — в 1574. Они были похоронены вместе в Херлуфсхольме в гробнице, созданной фламандским скульптором Корнелисом Флорисом (1514—1575).